# Auletta halichondroides
Auletta halichondroides är en svampdjursart som beskrevs av Thiele 1898. Auletta halichondroides ingår i släktet Auletta och familjen Axinellidae.
Artens utbredningsområde är havet kring Japan. Inga underarter finns listade i Catalogue of Life.